# Blazsán Patrik
Blazsán Patrik (Budapest, 1997 december 9. –) magyar e-sportoló, aki a Gran Turismo versenyszimulátor-játékot játssza professzionális szinten.

## Életpályája
Az e-sportot 14 évesen kezdte űzni, akkor még a Codemasters F1 2011 játékban. 2013-ban csatlakozott a Race Online Hungary csapatához.
2021-ben részt vett a Párizsban rendezett Gran Turismo World Championship versenyen, ahol összesítésben 10. helyezést ért el.

## Díjai, elismerései
2022-ben a Magyar Sportújságírók Szövetsége az Év E-sportolójának választotta. 